# 崔三畏
崔三畏（1497年—？），字敬父，號萧山，直隸保定府蠡縣人，民籍，明朝政治人物。

## 生平
嘉靖四年（1525年）乙酉科順天府鄉試第五名舉人。嘉靖八年（1529年）中式己丑科會試第二百九十九名，登第三甲第三十六名進士。初授太谷县知县，十二年九月选授南京刑科给事中，十七年正月升山东按察司佥事，二十年三月升陕西按察司副使，二十三年五月升四川布政使司右参政，二十四年闰正月被陕西巡抚翁万达劾奏托病离任，被黜为民。

## 家族
曾祖崔甫儀；祖父崔翔，举乡荐，曾任含山县儒學教諭；父崔岑（1456年-1507年），字万峯，曾任榆次知縣。母楊氏（1455年-1534年），封太孺人。慈侍下。兄崔三聘。